# ウインズ小郡
ウインズ小郡（ウインズおごおり、WINS小郡）は、山口県山口市にある日本中央競馬会 (JRA) の場外勝馬投票券発売所。

## 交通
- JR山口線仁保津駅から徒歩約20分
- JR山陽本線新山口駅から防長バス利用約10分「三条岡」バス停下車徒歩10分
  - 土日祝の開催日には一部の便がウィンズ前を経由する（一日４本のみ）。
  - 一部GI開催日にはウィンズ前と市内各地のバス停（新山口駅・湯田温泉・市民館前・稲葉団地入口）を経由する無料送迎バスが運行される。

## 発売・払戻時間

### 開催日
- 発売
原則として9時20分から
前日発売：16時50分まで
金曜発売：行われない
- 払戻
原則として9時20分から16時50分まで

### 非開催日
なし

## 発売レース
全レース100円以上100円単位で発売。

## その他
- 「週末リゾート」をコンセプトとしており、家族連れを意識して屋外に子供向けの遊具施設を設けるなどしている（屋外遊具施設は競馬場では数多く見られるが、ウインズではあまり見られない）。
- ターフィーの形をした馬米パン（うまいパン）が、ウインズ小郡限定で販売されていた。米粉から作られたパンで、中身は丸い目がクリーム、微笑んだ目がチョコレートとなっている。（現在は販売を終了）
- 元々小郡ICに隣接する工業団地として造成された土地に設けられたこともあり、公共交通機関の便があまりよくなく、自動車でのアクセスが基本となる（駐車場は全面無料）。その一方で駐車場から幹線道路である国道9号へ接続する道が市道1本しかなく、市道と国道が接続する交差点（三条岡交差点）での信号待ちのために、メインレース前後での自動車の混雑が起こりやすい（特にGI開催日のメインレース後の混雑が激しい）。この改善策の一つとして、2008年に、三条岡交差点の市道右折レーンを約30mから約260mへと延長する工事が行われた。これは日本中央競馬会から山口市への施設改善整備事業としての助成金によるもの。

## 周辺施設
- 中国自動車道小郡IC
- 山口県立山口農業高等学校
- 山口学芸大学
- 山口芸術短期大学